# Maya Deren
Maya Deren, née Eleanora Derenkovskaïa le 29 avril 1917 (12 mai dans le calendrier grégorien) à Kiev et morte le 13 octobre 1961 à New York, est une réalisatrice américaine.
Personnalité majeure du cinéma expérimental américain des années 1940, Maya Deren réalise de nombreux courts métrages marqués par le surréalisme, la danse, l'ethnologie et la psychanalyse. Elle tente en vain de participer à la fédération de l'avant-garde nord-américaine au début des années 1950.

## Biographie
Maya Deren est née sous le nom d'Eleanora Derenkovskaïa, au printemps 1917 à Kiev, ville faisant alors partie de l'Empire russe, dans une famille juive. Elle est la fille de Salomon-David Derenkovski, psychiatre, et de Gitel-Malka (Marie) Fiedler, musicienne et danseuse ayant fait des études d'art en Ukraine,,,. Sa famille émigre aux États-Unis en 1922, à Syracuse dans l'État de New York, où son père intègre l'Institut psychiatrique d'État.
Intelligente et douée, elle saute deux classes à l'école primaire puis part faire ses études secondaires à l'École internationale de Genève, en Suisse de 1930 à 1933,. Deren s'inscrit ensuite à l'Université de Syracuse à l'âge de seize ans où elle suit des cours de journalisme et de science politique et s'engage dans des mouvements étudiants de gauche. Elle poursuit ses études à New York où elle sort diplômée de l'Université de New York en juin 1936 avec une licence en littérature. En juin 1935, âgée de 18 ans, elle avait épousé Gregory Bardacke, un militant socialiste, dont elle divorce en 1939.
En 1938, elle suit des cours à la New School for Social Research et obtient une maîtrise en littérature anglaise au Smith College, dans le Massachusetts.
Installée à Los Angeles à partir de 1940, Maya Deren fait ses débuts professionnels dans le journalisme et s'occupe de danse, de poésie, puis d'anthropologie. Elle entre en contact avec Katherine Dunham, devient son assistante et voyage avec sa troupe de danseurs durant une année de tournées. 
Elle fait la rencontre du cinéaste et photographe d'origine tchèque Alexander Hammid (Alexandr Hackenschmied) avec qui elle vit de 1942 à 1947, et réalise avec lui deux films, Meshes of the Afternoon (1943) et The Private Life of a cat (1945). Avec Alexander, elle vit d'abord à Laurel Canyon, près de Los Angeles. Elle photographie entre autres les ouvriers employés à la cueillette des fruits dans les vastes plantations de la région. En 1943, le couple d'installe à Kings Road, Hollywood. Cette année-là, elle forge son prénom d'artiste, Maya. En 1944, elle est de retour à New York. Elle écrit des reportages sur des artistes comme Ossip Zadkine et la céramiste Carol Janeway. Ses photographies paraissent dans Vogue.
Elle fréquente alors un cercle d'amis artistes newyorkais comprenant Marcel Duchamp, André Breton, John Cage, et Anaïs Nin. Elle tourne The Witch's Cradle (1944) dans la galerie Art of This Century dirigée par Peggy Guggenheim. 
Puis ses films de chambre incorporent de plus en plus la danse ou l'expression corporelle.

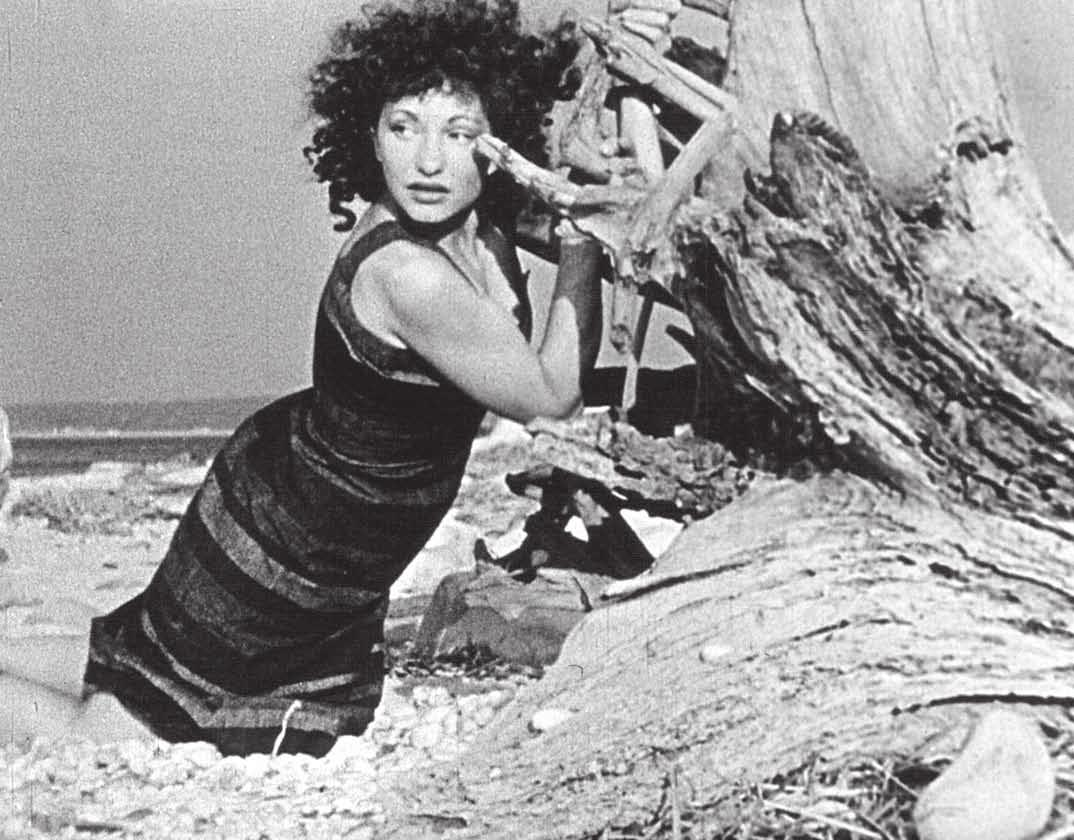
Maya Deren dans At Land (1944).

Elle est l'autrice en 1946 d'un recueil de texte sur l'art, la forme et le film, intitulé An Anagram of Ideas on Art, Form and Film.
Meshes of the Afternoon reçoit le Grand Prix - films d'avant-garde au festival de Cannes 1947. 
Elle rencontre en 1947 le peintre vaudou haïtien André Pierre (1914-2005), qui la guide durant dans ces recherches. Grâce à une première bourse attribuée par la fondation Guggenheim, elle se consacre à l'étude des rituels et pratiques vaudous en Haïti, dont résultent un livre Divine Horsemen (1953) et de nombreux rushes d'une durée de cinq heures, que la mort l'empêchera de monter. 
Avec Amos Vogel (en) (1921-2012), fondateur en 1946 de Cinema 16 (en) à New York, elle crée la Creative Film Foundation, puis en 1953, elle participe à l'existence éphémère de  la Film-makers Association, première tentative de regroupement des cinéastes expérimentaux étatsuniens.
Les pionniers Bebe et Louis Barron (1920-1989 et 1925-2008) composèrent la musique électronique de The Very Eye of Night.
En 1960, elle épouse en troisième noce, le musicien d'origine japonaise, Teiji Ito (en), qu'elle avait rencontré en 1955, et qui l'accompagna en Haïti. 
Elle meurt en 1961 à New York dès suites d'une rupture d'anévrisme. C'est en son honneur qu'en 1962, un an après sa mort, Jonas Mekas réalise son rêve en fondant, avec d'autres cinéastes, The Film-Makers' Cooperative (en).
Sa vie et son œuvre sont une source d'inspiration pour Curtis Harrington, Stan Brakhage, et Kenneth Anger.

## Œuvre

### Filmographie
- 1943 : Meshes of the Afternoon, coréalisé avec Alexander Hammid (14 min.)
- 1943-1944 : The Witch's Cradle (en), avec Marcel Duchamp et Pajorita Matta (12 min., inachevé)
- 1944 : At Land (en) (15 min.)
- 1945 : A Study in Choreography for Camera (en), avec Talley Beatty (en) (3 min.)
- 1945-1947 : The Private Life of a Cat, coréalisé avec Alexander Hammid (22 min.)
- 1946 : Ritual in Transfigured Time (en) (15 min.)
- 1948 : Meditation on Violence (en), musique de Teiji Ito (en) (15 min.)
- 1949 : Medusa, avec Jean Erdman (10 min., inachevé)
- 1951 : Ensemble for Somnambulists (en), produit par Torento Film Society (7 min., inachevé)
- 1954-1985 : Divine Horsemen: The Living Gods of Haiti (en) (52 min., inachevé, monté après sa mort)
- 1955 : The Very Eye of Night (en), avec l'école de ballet du Metropolitan Opera (15 min.)
- 1959 : Season of Strangers (en) ou Haiku Film Project (59 min., inachevé)

| Année | Titre du film                             | Réalisation | Scénario | Montage | Actrice | Photographie |
| 1943  | Meshes of the Afternoon                   | x           | x        | x       | x       | -            |
| 1944  | Witch's Cradle                            | x           | -        | -       | -       | -            |
| 1944  | At Land                                   | x           | -        | -       | x       | -            |
| 1945  | A Study in Choreography for Camera        | x           | -        | -       | -       | -            |
| 1945  | The Private Life of a cat                 | -           | x        | -       | -       | x            |
| 1946  | Ritual in Transfigured Time               | x           | x        | -       | x       | -            |
| 1948  | Meditation on Violence                    | x           | x        | -       | -       | x            |
| 1958  | The Very Eye of Night                     | x           | x        | x       | -       | x            |
| 1961  | Maeva                                     | -           | x        | -       | -       | -            |
| 1985  | Divine Horsemen: The Living Gods of Haiti | x           | x        | -       | -       | x            |

### Discographie
- 1953 : Voices of Haiti, Elektra Records.
- 1978 :  Meringues and Folk Ballads of Haiti, Lyrichord Discs.
- 1980 : Divine Horsemen: The Voodoo Gods of Haiti, Lyrichord Discs.

### Ouvrages
- An Anagram of Ideas on Art, Form and Film, Yonkers (NY), Alicat Book Shop Press, 1946.
- Divine Horsemen: Living Gods of Haiti, New York, Vanguard Press, 1953.

## Récompenses et distinctions
Le Prix Maya Deren a été créé en 1986 par l'American Film Institute, et récompense des artistes du cinéma vidéo indépendant.